# Le Manoir, Calvados
Le Manoir är en kommun i departementet Calvados i regionen Normandie i norra Frankrike. Kommunen ligger i kantonen Ryes som ligger i arrondissementet Bayeux. År 2022 hade Le Manoir 200 invånare.

## Befolkningsutveckling
Antalet invånare i kommunen Le Manoir
Referens: INSEE